# 细柄石豆兰
细柄石豆兰（学名：Bulbophyllum striatum）为兰科石豆兰属下的一个种。

## 扩展阅读
- 維基物種上的相關：细柄石豆兰